# Tigre blanc (comics)
Pour les articles homonymes, voir Tigre blanc (homonymie).
Le Tigre blanc (White Tiger) est une identité de super-héros de l’univers Marvel Comics, transmise à plusieurs personnages depuis 1975. Créé par Bill Mantlo, George Pérez et Al Milgrom, le premier porteur, Hector Ayala, est reconnu comme le **premier super-héros latino majeur** de Marvel. Depuis, l’identité a été reprise par d’autres personnages, masculins et féminins, explorant des thèmes liés à la diversité, à l’identité culturelle et à la justice sociale.

## Contexte éditorial
Le personnage du Tigre blanc apparaît pour la première fois dans Deadly Hands of Kung Fu #19 (1975), une série en noir et blanc orientée arts martiaux. Les créateurs, Bill Mantlo et George Pérez, souhaitaient introduire un héros portoricain, représentant une communauté peu présente dans les comics américains de l’époque.  
La mort tragique de Hector Ayala, abattu par la police dans Daredevil #38 (vol. 2, 1997), a marqué une génération de lecteurs et ouvert un débat critique sur la représentation des minorités.  
Dans les années 1990 et 2000, Marvel a relancé l’identité du Tigre blanc avec d’autres porteurs (notamment Kasper Cole, Angela del Toro et Ava Ayala), afin d’explorer la transmission d’un héritage héroïque au sein de la diaspora latino-américaine et des minorités.  

## Personnages ayant porté l’identité
- Hector Ayala : premier Tigre blanc (1975), étudiant portoricain devenu super-héros grâce aux amulettes mystiques des Fils du Tigre.
- White Tiger (Heroes for Hire) : une tigresse blanche anthropomorphe créée par le Maître de l’évolution, apparue en 1997.
- Kevin « Kasper » Cole : policier new-yorkais d’origine afro-américaine et juive, lié brièvement à la Panthère noire, apparu en 2002.
- Angela del Toro : nièce de Hector Ayala et agent du FBI, introduite en 2004.
- Ava Ayala : sœur cadette de Hector, présentée en 2011 dans Avengers Academy.

## Histoire fictive

### Hector Ayala
Hector Ayala est un étudiant de San Juan installé à New York. En découvrant les amulettes mystiques des Fils du Tigre, il acquiert des capacités surhumaines et devient le premier Tigre blanc.  
Il collabore avec Iron Fist, Luke Cage, Spider-Man et Daredevil. Son identité secrète est révélée par Lightmaster, compliquant sa vie privée.  
Injustement accusé de meurtre, il est emprisonné et tué par la police lors d’une tentative d’évasion. Innocenté à titre posthume, il reste une figure tragique de l’univers Marvel.

### White Tiger (Heroes for Hire)
Une tigresse blanche évoluée par le Maître de l’évolution en femme indienne. Elle rejoint brièvement les Heroes for Hire, combat aux côtés d’Iron Fist et développe une intrigue amoureuse avec Misty Knight et Danny Rand. Elle finit par demander à redevenir tigresse, incapable de gérer ses émotions humaines.

### Kasper Cole
Officier du NYPD, Kasper Cole revêt un costume de la Panthère noire trouvé par hasard. Il devient brièvement un justicier sous ce nom avant d’adopter l’identité du Tigre blanc.  
Ses aventures, marquées par des thèmes sociaux (corruption policière, discrimination, héritage culturel), l’amènent à rejoindre l’équipe The Crew avec War Machine, Josiah X et Junta.

### Angela del Toro
Nièce de Hector Ayala, elle hérite des amulettes mystiques et reçoit l’entraînement de Daredevil. Elle lutte contre le crime à New York avant d’être corrompue par la Main. Elle alterne depuis entre héroïne et antagoniste.

### Ava Ayala
Dernière détentrice des amulettes, Ava Ayala reprend le flambeau familial en hommage à son frère. Elle participe à Avengers Academy puis intègre les Mighty Avengers et les New Avengers. Elle est souvent associée à d’autres jeunes héros comme Miles Morales, Nova ou Ms. Marvel.

## Pouvoirs et capacités
- **Amulettes mystiques** (Hector, Angela, Ava) : force, agilité, réflexes et endurance surhumains, ainsi qu’une maîtrise mystique des arts martiaux.
- **Forme animale** (Tigresse évoluée) : transformation en tigre blanc, résistance psionique, force colossale.
- **Kasper Cole** : costume de vibranium (absorption des impacts), griffes en anti-métal, dagues laser paralysantes, capacités accrues par ingestion d’herbes wakandiennes.

## Réception critique
Hector Ayala est reconnu comme un jalon historique pour la représentation des héros latinos. Sa mort a été critiquée comme stigmatisante, mais a également renforcé sa portée symbolique.  
Les incarnations ultérieures (Angela et Ava Ayala) ont été saluées pour la diversité féminine et latino dans Marvel. Kasper Cole, en revanche, a reçu un accueil mitigé, certains lecteurs estimant que son intrigue parasitait celle de la Panthère noire.  

## Autres versions
Dans l’univers Ultimate Marvel, le Tigre blanc n’apparaît pas directement, mais des références aux amulettes mystiques sont faites dans des arcs liés à Iron Fist.  
Dans Marvel MAX et What If…?, des versions alternatives explorent une survie de Hector Ayala ou une corruption définitive d’Angela del Toro.

## Apparitions dans d’autres médias

### Télévision
- 2012-2017 : Ultimate Spider-Man (animation, Ava Ayala).
- 2013-2019 : Avengers Rassemblement (animation).
- 2025 : Daredevil: Born Again (série live-action, Ava Ayala, incarnée par Kamar de los Reyes).

### Jeux vidéo
- Ava Ayala est jouable dans Marvel Avengers Academy, Marvel Future Fight et LEGO Marvel Super Heroes 2.

### Produits dérivés
Plusieurs figurines du Tigre blanc (Hector et Ava) sont sorties dans la gamme Marvel Legends de Hasbro.  

## Publications en français
Les histoires du Tigre blanc ont été publiées en France dans les revues Strange, Special Strange et, plus récemment, dans des volumes reliés de Panini Comics.  

## Dans la culture populaire
Le personnage est parfois cité comme l’un des précurseurs de la représentation des héros hispaniques dans les comics américains. Hector Ayala est régulièrement mentionné dans des analyses universitaires sur la diversité dans la bande dessinée.  